# قل تپه ۱
قل تپه ۱ مربوط به عصر مس است و در شهرستان سرپل ذهاب، بخش مرکزی، دهستان دشت ذهاب، ۷۰۰ متری جنوب غرب روستای قلخانچک شاتوتیا واقع شده و این اثر در تاریخ ۲۶ اسفند ۱۳۸۷ با شمارهٔ ثبت ۲۵۵۸۹ به‌عنوان یکی از آثار ملی ایران به ثبت رسیده است.